# Astronotus
Astronotus là một chi cá trong họ Cichlidae sống ở Nam Mỹ. Đây là một trong 3 chi trong tông Chaetobranchini. Chi này có 2 loài, cả hai đều sống trong lưu vực sông Amazon, một trong 2 loài này được tìm thấy trong các sông Paraná và Paraguay. Astronotus có kích thước lên đến 35 cm, và là monomorphic. Chúng ăn nhiều loài cá nhỏ hơn, giáp xác, động vật thân mềm, và các loài động vật không xương sống khác..
Loài Astronotus ocellatus phổ biến trong nhóm cá cảnh có tên gọi thương mại là "Oscar". Trong khi đó loài A. crassipinnis thì hiếm được xuất khẩu và không thường gặp trong thương mại cá cảnh.

## Các loài
- Astronotus crassipinnis (Heckel, 1840).
- Astronotus ocellatus (Agassiz, 1831).